# 星明子
星 明子（ほし あきこ）は、梶原一騎原作・川崎のぼる作画の野球漫画・アニメ『巨人の星』に登場する架空の人物で、主人公である星飛雄馬の姉である。
アニメ版での声優は白石冬美（TV・劇場版）、佐久間レイ（まんがビデオ版）。

## 人物
容姿は亡き母である春江に似ているといわれ、その健気な性格も母に近いと称される。父の一徹と弟の飛雄馬に振り回される生活を送るが、飛雄馬の自立とともに明子も一徹の元を離れる。一時は飛雄馬のマンションで生活していたが、弟の自立を阻害してしまうとの考えから行方をくらましてしまう。以後、伴のトレード話が浮上した際や、花形が大リーグボール二号を攻略した後に登場し、二人を叱咤激励している。その慎ましさと強さから、弟のライバルである花形と親友の伴の二人から恋心を抱かれていた。アニメ版では、幼少時代も描かれており、一徹が戦争に行っている間に生まれた子であることが判明しており、帰還した一徹とは初対面であるため当初は誰だかわからなかった。

## 花形との関係
アルバイト先のガソリンスタンドで花形満と知り合い、互いに惹かれあうようになる。オールスターゲームでは再会し、花形からは過去を聞かされている。飛雄馬が球界を去り失踪後、球界を引退し花形モーターズ重役となった花形からの求婚を遂に受け入れ、花形家に嫁いだ。続編である「新巨人の星」では、飛雄馬に続き夫の花形が球界に復帰したこと、老いた一徹までもが再び野球の道に戻った事に悲嘆した。アニメ版では花形とは飛雄馬が学生時代の頃からの知り合いであり、上記のガソリンスタンドの場面では初対面ではないため会話が若干変更されており、オールスターでも再会する場面も描かれていない。

## 漫画とアニメの異なる展開
原作の「新」では親兄弟が野球の道に戻ったことに悲嘆する場面で出番は終わる。
一方、アニメ「新Ⅱ」では花形の子を宿し、一徹の死亡と同時に出産し母となった。最後の場面では飛雄馬がアメリカへと旅立つのを花形と共に見送った。

## その他
- 2010年NTT番号情報株式会社が運営するiタウンページのプロモーションキャラクターとして星明子など巨人の星登場キャラクターを使用。
- 2012年1月下旬以降よりauブランドを展開するKDDI・沖縄セルラー電話連合のプロモーションキャラクターとして星明子など巨人の星登場キャラクターを使用。明子はauショップの店員[1]、およびチアガールとしても登場[2]する。